# Holding Onto Strings Better Left to Fray
Holding Onto Strings Better Left to Fray piąty album  studyjny zespołu grungowego Seether, pochodzącego z Południowej Afryki. Został wydany 17 maja 2011 roku. Pierwszym singlem promującym album jest piosenka „Country Song”.

## Lista utworów
1. Fur Cue - 3:47
2. No Resolution - 3:08
3. Here and Now - 3:55
4. Country Song - 3:49
5. Master of Disaster - 4:18
6. Tonight - 3:44
7. Pass Slowly - 3:27
8. Fade Out - 3:54
9. Roses - 4:17
10. Down - 3:57
11. Desire for Need - 3:33
12. Forsaken - 4:19

## Twórcy
- Shaun Morgan – wokal, gitara rytmiczna
- Dale Stewart – bas, keyboard
- John Humphrey – perkusja
- Troy McLawhorn – gitara
- Brendan O’Brien - producent

## Pozycje w notowaniach
| Notowanie (2011)                              | Pozycja |
| --------------------------------------------- | ------- |
| ARIA Charts                                   | 50      |
| Ö3 Austria Top 40                             | 69      |
| Canadian Albums Chart                         | 3       |
| Recording Industry Association of New Zealand | 6       |
| Schweizer Hitparade                           | 21      |
| US Billboard 200                              | 2       |
| US Billboard Alternative Albums               | 1       |
| US Billboard Hard Rock Albums                 | 1       |
| US Billboard Top Rock Albums                  | 1       |